# Тревенцуоло
Тревенцуоло (итал. Trevenzuolo) — коммуна в Италии, располагается в провинции Верона области Венеция.
Население составляет 2431 человек, плотность населения составляет 94 чел./км². Занимает площадь 26,98 км². Почтовый индекс — 37060. Телефонный код — 045.
Покровительницей коммуны почитается святая равноапостольная Мария Магдалина, празднование ежегодно проводится 22 июля.